# Видима звездна величина
Видимата  величина (m) на звезда, планета или друго небесно тяло е логаритмична мярка, отразяваща яркостта на наблюдаваното тяло.
Тъй като количеството наблюдавана светлина зависи от дебелината на земната атмосфера по посока на тялото (ако наблюдението е наземно), видимата величина бива нормализирана към стойността която тя би имала при наблюдения извън атмосферата. Видимата яркост на даден обект е различна от абсолютната яркост, понеже първата зависи обратнопропорционално на квадрата на разстоянието до обекта (за големи разстояния в космологичен план закона не е напълно валиден поради кривината на пространството).
Абсолютната величина M на дадена звезда или галактика е равна на видимата величина измерена на разстояние от 10 парсека. За тела в Слънчевата система абсолютната величина е равна на видимата величина от разстояние 1 АЕ между тялото и Земята от една страна и тялото и Слънцето от друга. Абсолютната величина на Слънцето в дължината на вълната на жълтия цвят е +4,83, докато в тази на синия цвят е +5,48.
| Величина                        | Небесен обект                                                                              |
| ------------------------------- | ------------------------------------------------------------------------------------------ |
| −26,8                           | Слънце                                                                                     |
| −12,6                           | Луната при пълнолуние.                                                                     |
| −4,4                            | Максимална величина за Венера                                                              |
| −2,8                            | Максимална величина за Марс                                                                |
| −1,5                            | Най-ярката звезда след Слънцето във видимия диапазон: Сириус                               |
| −0,7                            | Втора по яркост звезда: Канопус                                                            |
| 0                               | Отправна точка за изчисление на величината. В миналото е била величината на Вега           |
| +3,0                            | Най-бледите звезди видими в градска среда                                                  |
| +6,0                            | Най-бледите звезди наблюдаеми с невъоръжено око                                            |
| +12,6                           | Най-яркия квазар                                                                           |
| +27                             | Най-бледите обекти видими при наземни наблюдения от 8 метрови оптични телескопи            |
| +30                             | Най-бледите обекти видими във видимия диапазон от телескопа Хъбъл                          |
| +38                             | Най-бледите обекти които ще могат да бъдат наблюдавани след 2020 г. (виж OWL(англ.)бълг.). |
| (виж още списък на ярки звезди) |                                                                                            |

Системата по която е измервана видимата величина произхожда от древногръцката практика според която звездите биват разделяни в шест категории. За най-ярките звезди се е считало че попадат в първа категория (m = +1), докато за най-бледите – в шеста категория (m = +6), съответстваща на границата на възможностите на човешкото око. За всяка следваща величина е приемано че съответства на приблизително 50% по-малка яркост от предходната.
Тази система е популяризирана от Птолемей, но се счита че произхожда от трудовете на Хипарх, като в нея за Слънцето и Луната не са установени величини.
През 1856 г. Норман Робърт Погсън формализира системата дефинирайки първа величина като съответстваща на яркост 100 пъти по-висока от яркостта на звезда от шеста величина. Така всяка следваща величина съответства на 2,512 по-ниска яркост от предходната. Коефициетът на Погсън е приблизително равен на числото 2,512, което е ирационално и се равнява на петия корен от 100. В първоначалния вариант на системата, за отправна точка се е приемала полярната звезда, за която е била определена величина от 2. Астрономите
впоследствие са установили че тя е променлива звезда и приемат Вега за отправна точка
Съвременната система не е ограничена до 6 величини. Най-ярките звезди имат отрицателни стойности за тяхната видима величина. Сириус например, която е най-ярката звезда на небесната сфера, има видима величина от −1,44 до −1,46. На Луната и Слънцето като двата най-ярки обекта от повърхността на Земята са определени величини съответно от −12,6 и −26,8. Телескопът Хъбъл и Кексият телескоп могат да наблюдават обекти с видима величина до +30.
Видимата величина на в даден диапазон x от спектъра е дефинирана като:
{\displaystyle m_{x}=-2,5\log _{10}(F_{x})+C\!\,}
където {\displaystyle F_{x}\!\,} е наблюдавания поток в диапазона,
а {\displaystyle C\!\,} е константа зависеща от размерността на потока и диапазона.
Скалата е логариритмична: относителната яркост на два обекта е определена от разликата в техните величини. Например разлика във видимите величини равна на 3,2 съответства на обект около 19 пъти по-ярък от другия. Използването на логаритмична скала се налага поради логаритмичния характер на възприятието на светлината от човешкото око (виж закон на Вебер-Фехнер).
Изчислението на видимата величина се затруднява от факта че светлината на звездите не е монохроматична. Чувствителността на светодетекторите е различна от в зависимот от честотата на вълните които попадат върху тях.
В системата широко разпространената система UBV, величината бива измервана в три диапазона:
- U с център 350 nm близо до ултравиолетовата част на спектъра.
- B с център 435 nm в диапазона на синята светлина
- V с център 555 nm в средата на диапазона на видимата светлина.

Видимата величина при липса на пояснения е стойността на величината на във V диапазона, тъй като той съответства най-близко до чувствителността на човешкото око към видимата светлина.
Звездите с по-ниска температура като червените гиганти и червените джуджета излъчват малко енергия в синята и ултравиолетовата част на видимия диапазон, и тяхната величина често е подценена от UBV системата. Някои L и T-клас звезди имат звездна величина равна на повече от 100 понеже излючват практически цялата си енергия под формата на инфрачервено лъчение.
За да се получи видимата величина на даден обект от неговата абсолютна величина, за всяко десеторно увеличаване на разстоянието до обекта трябва да се прибави 5 към величината.